# Altstädter Rathaus (Erlangen)

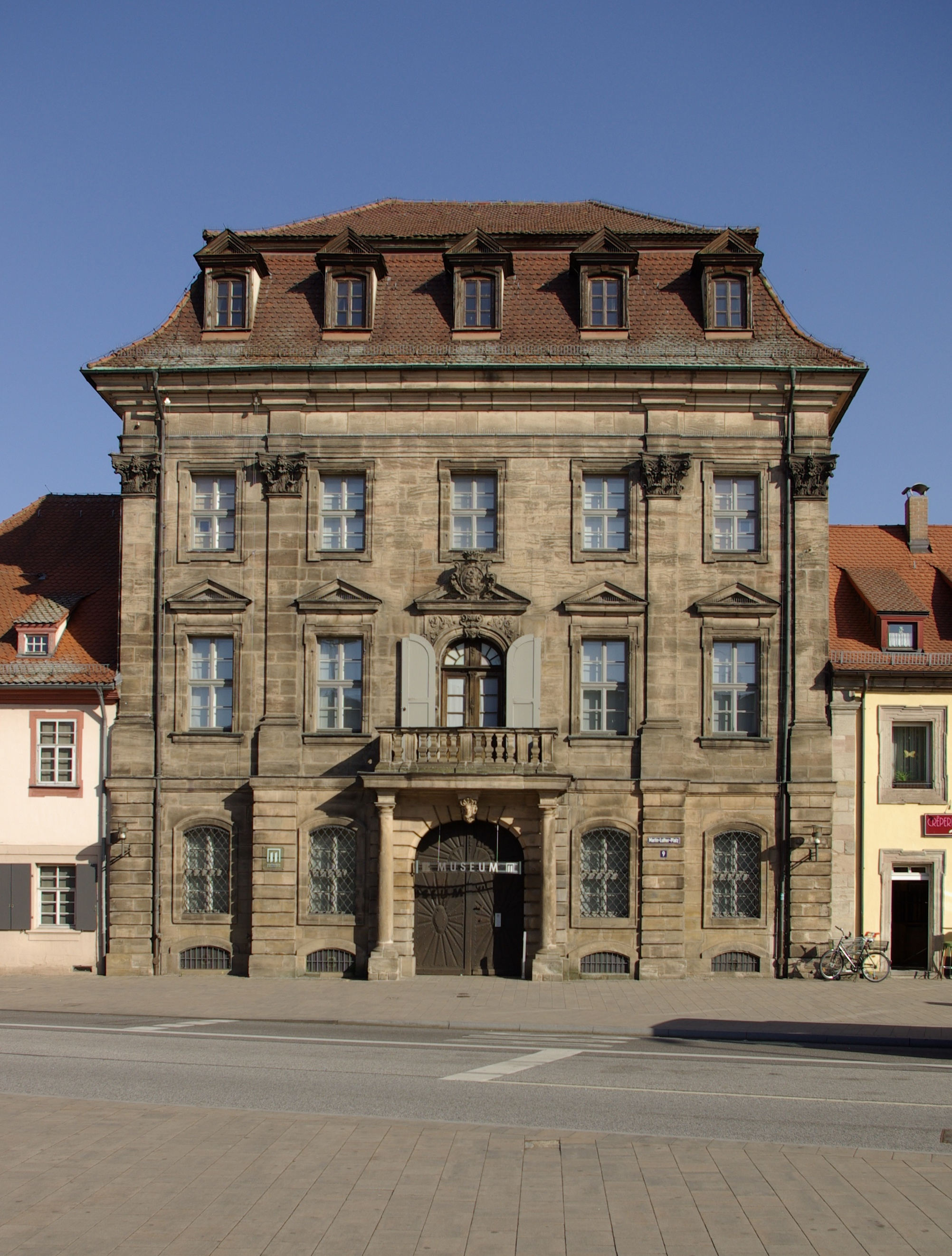
Fassade des Altstädter Rathauses am Martin-Luther-Platz (2012)

Das Altstädter Rathaus in Erlangen wurde 1740 fertiggestellt. Heute beherbergt der stattliche Sandsteinquaderbau das Erlanger Stadtmuseum.

## Beschreibung
Das dreigeschossige Gebäude befindet sich im Zentrum der Ostseite des Martin-Luther-Platzes in der Erlanger Altstadt. Durch seine monumentale Fassadengliederung beherrscht es zusammen mit der Altstädter Kirche den Platz. Der Bau weist fünf Fensterachsen auf und wird von einem Mansarddach bekrönt. Die beiden Eckachsen werden jeweils durch korinthische Pilaster flankiert, die über gefugten Erdgeschoss-Lisenen ansetzen und die beiden Obergeschosse zusammenfassen. Die drei mittleren Achsen bilden einen leicht hervortretenden Risalit. Die stichbogigen Erdgeschossfenster sind mit schmiedeeisernen Gittern versehen, während die Obergeschossfenster Kröpfrahmungen aufweisen. Die Fenster im ersten Obergeschoss sind zusätzlich mit Dreiecksgiebeln überdacht. Das korbbogige, mit einem weiblichen Kopf als Schlussstein verzierte Portal befindet sich in der mittleren Achse des Gebäudes. Toskanische Säulen zu beiden Seiten des Portals tragen einen Balkon mit Balusterbrüstung. Im gesprengten Dreiecksgiebel der ebenfalls korbbogigen Balkontüre ist das Wappen der Erlanger Altstadt angebracht. In seinen architektonischen Formen ist das Altstädter Rathaus mit den barocken Adelspalais in Erlangen vergleichbar.
Im Inneren des Gebäudes hat sich in den ehemaligen Ratszimmern eine dekorative Stuckausstattung von Martin Grasser aus dem Jahr 1739 erhalten. Besonders hervorzuheben sind der große und der kleine Saal im ersten Obergeschoss, deren Decken Gitter- und Bandelwerkstuck mit Vasen und Vogelmotiven zeigen. Einige Türen weisen zudem noch die originalen Beschläge der Bauzeit auf. Da sich im Erdgeschoss früher die Waage befand, war dieses nicht durch Zwischenwände unterteilt, sondern als geräumige Halle angelegt, die lediglich durch vier Sandsteinpfeiler gegliedert wurde. Unter dem Altstädter Rathauses befinden sich drei große Kellergewölbe.
Hinter dem Gebäude schließt sich ein großer Innenhof an, als dessen östlicher Abschluss das 1780 erbaute Haus Cedernstraße 1 fungiert. Dieses diente ehemals als Feuerwehrhaus der Altstadt, woran noch die (teilweise zugemauerten) Korbbogentore erinnern.

## Geschichte
In spätmittelalterlicher Zeit befand sich das Altstädter Rathaus in der Nordwestecke des heutigen Martin-Luther-Platzes und beherbergte im Untergeschoss auch die Waage sowie die Brot- und Fleischbänke. Es wurde im Dreißigjährigen Krieg zerstört, 1680 an alter Stelle wiedererrichtet, jedoch nur kurze Zeit später beim großen Altstadtbrand am 14. August 1706 erneut vernichtet.
Im Zuge des Wiederaufbaus der Altstadt, bei dem auch der Verlauf der Fronten des Martin-Luther-Platzes erheblich korrigiert wurde, kam es zur Verlegung des Altstädter Rathauses an die Ostseite des Platzes, wo der heute noch bestehende Neubau in den Jahren 1733/34 bis 1740 entstand. Die Pläne fertigte wahrscheinlich der Landbaumeister Johann Georg Weiß an. Dieser wurde laut August Gebessler hierbei wahrscheinlich von der Architektur des Bayreuther Hofbauinspektors Johann David Räntz und insbesondere von dessen Ordensschloss St. Georgen beeinflusst. Am Bau des Altstädter Rathauses waren die Mauermeister Georg Pickel und Johann Wilhelm Stängel sowie die Zimmermeister Georg Haselmann und Heinrich Thaler beteiligt. Die Bauplastik stammt von den Bildhauern Johann Friedrich Maucher und Peter Franz Tieffenbach aus Wilhermsdorf.
Am 11. April 1784 wurde im Altstädter Rathaus der erste katholische Gottesdienst seit der Einführung der Reformation in Erlangen gefeiert, nachdem Markgraf Alexander den Erlanger Katholiken die freie Religionsausübung gewährt hatte. Bis zur Fertigstellung eines eigenen Gotteshauses (der heutigen Herz-Jesu-Kirche) im Jahr 1790 dienten die Ratszimmer im Obergeschoss als Betsaal. Darüber hinaus wurde das Gebäude von 1749 bis 1755 auch für die Aufführung von Theatervorstellungen durch Wandertruppen genutzt.
Bis zur Vereinigung von Alt- und Neustadt Erlangen im Jahr 1812 diente das Altstädter Rathaus seinem ursprünglichen Zweck. Danach beherbergte es eine Reihe von städtischen und staatlichen Dienststellen. Von 1811 bis 1827 bestand hier ein staatliches Hallamt, das die Aufgabe hatte, in die Stadt eingeführte Waren zu wiegen und Mautgebühren zu erheben. Die geräumigen Kellergewölbe sowie Remisen im Innenhof dienten hierbei zur Aufbewahrung der ankommenden Waren. Außerdem befand sich von 1837 bis 1919 das städtische Leihhaus im Altstädter Rathaus, das gegen Hinterlegung von Wertgegenständen Darlehen an in Not geratene Bürger vergab. Zeitweise war in den Räumlichkeiten auch das Erlanger Landgericht untergebracht.
Nach dem Ersten Weltkrieg wurde das Altstädter Rathaus umgebaut, bevor 1921 darin das erste städtische Bildungs- und Kulturzentrum eingerichtet wurde. Im nunmehr als Volkshaus bezeichneten ehemaligen Rathaus veranstaltete der Volksbildungsbund allgemein- und berufsbildende Veranstaltungen. Daneben war im Gebäude auch die städtische Volksbücherei sowie ab 1923 das Stadtarchiv und Teile des Heimatmuseums untergebracht. Zur Zeit des Zweiten Weltkriegs befand sich im Keller des Gebäudes die örtliche Luftschutzbefehlsstelle.
Nach Kriegsende beherbergte das Altstädter Rathaus von 1946 bis 1947 die Spruchkammer, die für die Entnazifizierung im Stadtkreis Erlangen zuständig war. Außerdem war kurze Zeit ein Büro der Firma Siemens untergebracht. Seit 1964 wird das Gebäude vom Stadtmuseum Erlangen genutzt. Der Museumskomplex schließt auch einige der Nachbargebäude mit ein und präsentiert auf etwa 1000 Quadratmeter Ausstellungsfläche eine Dauerausstellung zur Stadtgeschichte sowie wechselnde Sonderausstellungen. Eine Renovierung des Altstädter Rathauses erfolgte 1988.